# Trichospilus striatus
Trichospilus striatus är en stekelart som beskrevs av Ubaidillah 2006. Trichospilus striatus ingår i släktet Trichospilus och familjen finglanssteklar. Inga underarter finns listade i Catalogue of Life.